# Alelimma zema
Alelimma zema là một loài bướm đêm trong họ Erebidae.